# Pseudoharpella
Pseudoharpella är ett släkte av svampar. Pseudoharpella ingår i ordningen Harpellales, divisionen oksvampar och riket svampar.
|                | Legeriomycetaceae                             |
|                |                                               |
|                | Harpellaceae                                  |
|                |                                               |
|                | Ephemerellomyces                              |
|                |                                               |
| Pseudoharpella | \| \| Pseudoharpella arcolamylica \| \| \| \| |
|                | \| \| Pseudoharpella arcolamylica \| \| \| \| |
|                | Pseudoharpella arcolamylica                   |
|                |                                               |

|  | Pseudoharpella arcolamylica |
|  |                             |